# Walthall County
Das Walthall County ist ein County im US-Bundesstaat Mississippi. Der Verwaltungssitz (County Seat) ist Tylertown. Das U.S. Census Bureau hat bei der Volkszählung 2020 eine Einwohnerzahl von 13.884 ermittelt.

## Geographie
Das County liegt im Süden von Mississippi, grenzt im Süden an Louisiana und hat eine Fläche von 1047 Quadratkilometern, wovon zwei Quadratkilometer Wasserfläche sind. Es grenzt an folgende Countys und Parishes:
| Lincoln County | Lawrence County               |               |
| Pike County    |                               | Marion County |
|                | Washington Parish (Louisiana) |               |

## Geschichte

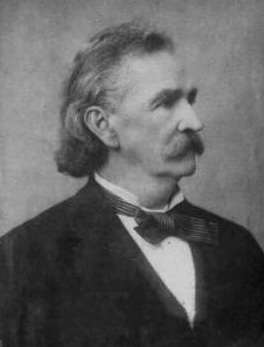
E. C. Walthall

Das Walthall County wurde am 16. März 1910 aus Teilen des Marion County und des Pike County gebildet. Benannt wurde es nach Edward C. Walthall (1831–1898), einem General im Heer der Konföderation im Sezessionskrieg und US-Senator von Mississippi (1885–1898).

Vier Bauwerke des Countys sind im National Register of Historic Places eingetragen (Stand 3. Februar 2018).

## Demografische Daten
Nach der dem United States Census 2000 lebten im Walthall County 15.156 Menschen in 5571 Haushalten und 4111 Familien. Die Bevölkerungsdichte betrug 14 Personen pro Quadratkilometer. Ethnisch betrachtet setzte sich die Bevölkerung zusammen aus 54,61 Prozent Weißen, 44,09 Prozent Afroamerikanern, 0,12 Prozent amerikanischen Ureinwohnern, 0,24 Prozent Asiaten, 0,01 Prozent Bewohnern aus dem pazifischen Inselraum und 0,26 Prozent aus anderen ethnischen Gruppen; 0,66 Prozent stammten von zwei oder mehr Ethnien ab. 1,33 Prozent der Bevölkerung waren spanischer oder lateinamerikanischer Abstammung, die verschiedenen der genannten Gruppen angehörten.
Von den 5571 Haushalten hatten 34,0 Prozent Kinder unter 18 Jahren, die mit ihnen lebten. 53,0 Prozent waren verheiratete, zusammenlebende Paare, 16,9 Prozent waren allein erziehende Mütter und 26,2 Prozent waren keine Familien. 24,0 Prozent aller Haushalte waren Singlehaushalte und in 11,5 Prozent lebten Menschen im Alter von 65 Jahren oder darüber. Die durchschnittliche Haushaltsgröße lag bei 2,69 und die durchschnittliche Familiengröße bei 3,19 Personen.
28,4 Prozent der Bevölkerung war unter 18 Jahre alt, 9,9 Prozent zwischen 18 und 24, 25,4 Prozent zwischen 25 und 44, 22,3 Prozent zwischen 45 und 64 Jahre alt und 14,1 Prozent waren 65 Jahre oder älter. Das Durchschnittsalter betrug 35 Jahre. Auf 100 weibliche kamen statistisch 91,5 männliche Personen und auf 100 Frauen im Alter von 18 Jahren oder darüber kamen 86,2 Männer.

Das durchschnittliche Einkommen eines Haushaltes betrug 22.945 USD, das einer Familie 29.169 USD. Männer hatten ein durchschnittliches Einkommen von 26.745 USD, Frauen 16.909 USD. Das Prokopfeinkommen lag bei 12.563 USD. Etwa 22,4 Prozent der Familien und 27,8 Prozent der Bevölkerung lebten unterhalb der Armutsgrenze.

## Städte und Gemeinden
| - Tylertown - Darbun | - Mesa - Sartinville | - Salem - Dexter |